# Калинка (аеродром)
Калинка також 10-й участок або Благодатне — військовий аеродром, розташований у Хабаровському краї Росії, 23 км на схід від Хабаровська в районі села Калинка.
Авіабаза входила до складу Далекосхідного військового округу радянських сил протиповітряної оборони, де розміщувався полк перехоплювачів на літаках Су-9 і МіГ-17. Він був закритий як військова база у 2009 році.
З 2010 аеродром «Калинка» експлуатується громадською організацією «Федерація авіаційного спорту Далекого Сходу», парк літаків складається з Як-52С, Tecnam P2002 «Sierra» та Cessna-182 Skyline.

## Історія
З листопада 1948 по жовтень 1952 тут дислокувався 582-й винищувальний авіаційний полк з літаками Ла-7 (1948—1950), ленд-лізівськими Bell P-63 Kingcobra (1950) і МіГ-15 (1950—1952). У жовтні 1950 року полк передислокувався на аеродром Деньшахе (Китай).
З червня 1948 і до розформування в 1994 301-й винищувальний авіаційний полк тут використовував Як-9, Як-11, Р-63 Кінгкобра (1953—1953), МіГ-15 (1953—1955), МіГ-17 (вересень 1953—1962), Су-9 (лютий 1962—1976), МіГ-23 (1976—1994).
З 1968 року і до розформування у 1988 році 26-й гвардійський авіаційний полк винищувачів-бомбардувальників (з 1979 року 26-й гвардійський бомбардувальний авіаційний полк) використовував Су-7 (1968—1972) і Су-17 (до 1979) і Су-24 (1979—1988).
У свій час тут, у 26-му ГВАП, на аеродромі Калинка, проходив військову службу дублер Юрія Гагаріна, другий космонавт СРСР Герман Титов. Саме звідси він був спрямований до загону космонавтів.
З 1988 по 1998 рік на аеродромі базувався 216-й винищувальний авіаційний полк на літаках Су-27.
Аеродромі досі частково використовується військовими — тут продовжують проводитись репетиції військових парадів.

## Катастрофи та інциденти
- 3 червня 2014 розбився приватний легкомоторний літак Cessna який вилетів з аеродрому «Калинка». Загинули двоє, всі хто був на борту.
- 27 квітня 2019 недалеко від аеродрому «Калинка» розбився літак Як-18. Внаслідок авіакатастрофи загинули президент Федерації авіаспорту Далекого Сходу Володимир Льовшин та власник літака Сергій Ланкін.[9][10]
- 18 квітня 2020 під час випробувального польоту сталася катастрофа з літаком-амфібією L-4 «Flying fish» (RA-2961G). Літак злетів з аеродрому «Калинка» і проходив льотні випробування для продовження сертифікату льотної придатності. Дії льотчика-випробувача призвели до зриву літака на малій висоті, і це спричинило загибель чотирьох людей.[11][12]
- 24 липня 2021 розбився літак «Tecnam P2002». Загинули 2 з 2 хто був на борту, в тому числі президент Федерації авіаспорту Далекого Сходу Тетяна Новіковська.[2][12]